# Шарково
Ша́рково (болг. Шарково) — село в Ямбольській області Болгарії. Входить до складу общини Болярово.

## Населення
За даними перепису населення 2011 року у селі проживали 199 осіб.
Національний склад населення села:
| Національність   | Кількість осіб | Відсоток |
| ---------------- | -------------- | -------- |
| болгари          | 156            | 78,8%    |
| цигани           | 42             | 21,2%    |
| турки            | 0              | 0%       |
| інша             | 0              | 0%       |
| не визначились   | 0              | 0%       |
| Всього відповіли | 198            |          |

Розподіл населення за віком у 2011 році:
Динаміка населення: